# Archimede Morleo
Archimede Morleo (Mesagne, 26 september 1983) is een Italiaanse voetballer die in Serie A bij Bologna FC 1909 voetbalt. Hij speelt voornamelijk als linkerverdediger.